# Emil Valčík
Emil Valčík (18. září 1909 Smolina, Valašské Klobouky – 24. října 1942 koncentrační tábor Mauthausen) byl bratr parašutisty rotmistra Josefa Valčíka z výsadku Silver A, popravený nacisty.

## Život
Emil Valčík se narodil 18. září 1909 ve Smolině u Vlašských Klobouk do chudé početné rodiny Jana Valčíka (1880–1942) a Veroniky Valčíkové, rozené Bětíkové (1888–1942). Měl sedm sourozenců – tři bratry a čtyři sestry: kromě mladšího bratra (parašutisty) Josefa Valčíka (1914–1942) měl ještě mladšího bratra Antonína Valčíka (1919–1942) a staršího bratra Aloise Valčíka (1908–1942), dále mladší svobodnou sestru Ludmilu Valčíkovou (1923–1942) a tři mladší již provdané sestry: Terezii Beňovou (rozená Valčíková; 1912–1942) a dvojčata Františku Sívkovou (rozená Valčíková; 1917–1942) a Marii Kolaříkovou (rozená Valčíková; 1917–1942).
Emil Valčík se živil jako skladník a obchodní sluha. 1. července 1934 se v Brně oženil s Annou Ležákovou (* 11. ledna 1911 Kladeruby nad Oslavou). Manželé žili v Brně, Karla Wawry 71 (dnes Havlíčkova) a 14. dubna 1937 se jim narodil syn Lubomír (Luboš).
Jeho bratr Josef Valčík, člen skupiny Silver A, byl v protektorátu vysazen v noci z 28. na 29. prosince 1941. Emil Valčík byl se svým bratrem  ve spojení již od ledna 1942 a rovněž mu s manželkou Annou v dubnu téhož roku poskytli ubytování. V té době již gestapo znalo parašutistovu identitu a usilovně po něm pátralo. Josef Valčík se spolu s Janem Kubišem a Josefem Gabčíkem podílel na přípravách atentátu na Heydricha, který byl úspěšně proveden dne 27. května 1942 a na jehož následky zastupující říšský protektor Reinhard Heydrich 4. června 1942 umírá. Po zradě Karla Čurdy, který se dobrovolně přihlásil na gestapu 16. června 1942, a po boji v kostele sv. Cyrila a Metoděje v Praze (kde Josef Valčík padl) se rozpoutala vlna zatýkání. Emil Valčík byl zatčen již 15. června 1942. Předtím se ukrýval v lese, ale ze strachu o manželku a syna se vrátil domů. Gestapo ho zatklo společně s manželkou.
Z policejní vazby na Karlově náměstí v Praze byl stejně jako jeho manželka a další příbuzní deportován do Malé pevnosti Terezín, odkud byli transportováni do koncentračního tábora Mauthausen. Emil Valčík byl zastřelen 24. října 1942 ve 13.32 hodin, manželka Anna v 9.24 hodin téhož dne.

## Syn Lubomír
Synovi Lubomírovi bylo v době popravy rodičů pět let. Jeho strýc (matčin bratr) Vincenc Ležák (1908–???) ho poté ukrýval a vychovával v Kladerubech čp. 57. Lubomír zemřel 24. srpna 1974.

## Připomínky
- Jeho jméno (Valčík Emil *18. 9. 1909), jméno jeho manželky (Valčíková Anna roz. Ležáková *11. 1. 1911) a dalších příbuzných jsou uvedena na pomníku při pravoslavném chrámu svatého Cyrila a Metoděje (adresa: Praha 2, Resslova 9a). Pomník byl odhalen 26. ledna 2011 a je součástí Národního památníku obětí heydrichiády.[6][7]
- Jména Emila Valčíka, Anny Valčíkové a dalších rodinných příslušníků jsou uvedena na pomníku obětem druhé světové války ve Smolině (Valašské Klobouky) umístěném u kaple vedle Božích muk. Na pomníku je nápis: "PAMÁTCE KAPITÁNA JOSEFA VALČÍKA / 2. 11. 1914 - 18. 6. 1942 / ČLENA PARAŠUTISTICKÉ SKUPINY-SILVER-A / ÚČASTNÍKA ATENTÁTU NA R. HEYDRICHA". Na druhé desce je nápis: "PAMÁTCE OBĚTEM NACISTICKÉ OKUPACE / JAN VALČÍK * 24. 10. 1880 / VERONIKA VALČÍKOVÁ * 10. 11. 1888 / ANTONÍN VALČÍK * 24. 3. 1919 / LUDMILA VALČÍKOVÁ * 26. 4. 1923 / JAN BEŇO * 6. 2. 1908 / TEREZIE BEŇOVÁ * 5. 1. 1912 / EMIL VALČÍK * 18. 9. 1909 / ANNA VALČÍKOVÁ * 11. 1. 1911 / ZEMŘELI V MAUTHAUSENU 24. 10. 1942 / MUSELI PADNOUT PROTOŽE NEZRADILI".[8]
- V Brně byly instalovány tzv. kameny zmizelých věnované Emilu a Anně Valčíkovým. Kameny byly slavnostně odhaleny 24. října 2022 na chodníku před posledním bydlištěm manželů Valčíkových na Havlíčkově ulici č. 71.[9] Na kameni věnovaném Emilu Valčíkovi je nápis: "ZDE ŽIL EMIL VALČÍK / NAR. 18. 9. 1909 / BRATR PARAŠUTISTY JOSEFA VALČÍKA / ZAVRAŽDĚN 24. 10. 1942 V MAUTHAUSENU".[10]

## Galerie

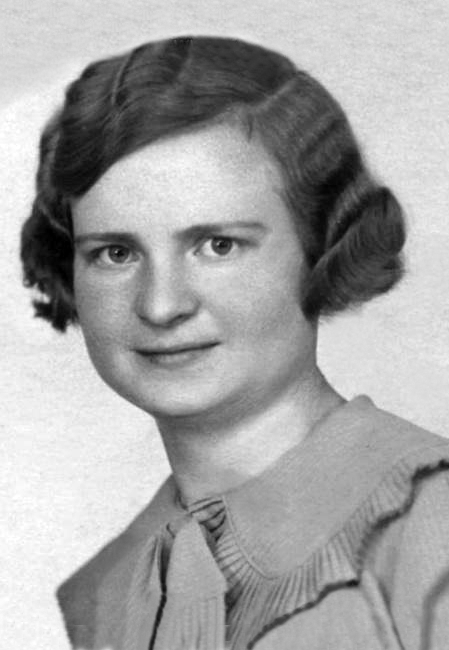
Manželka Anna Valčíková, rozená Ležáková
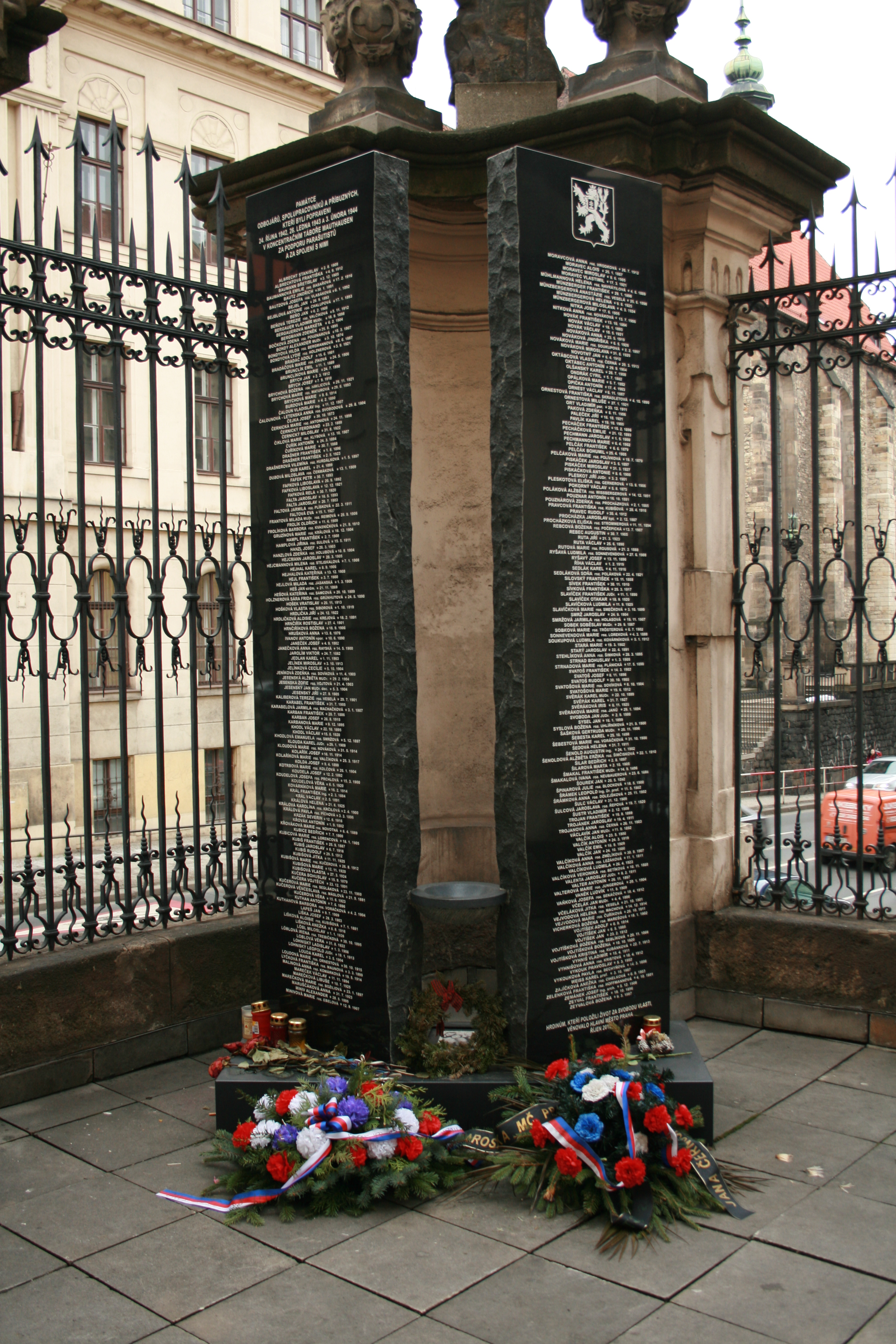
Pomník spolupracovníků parašutistů a jejich rodinných příslušníků na terase kostela sv. Cyrila a Metoděje v Resslově ulici v Praze
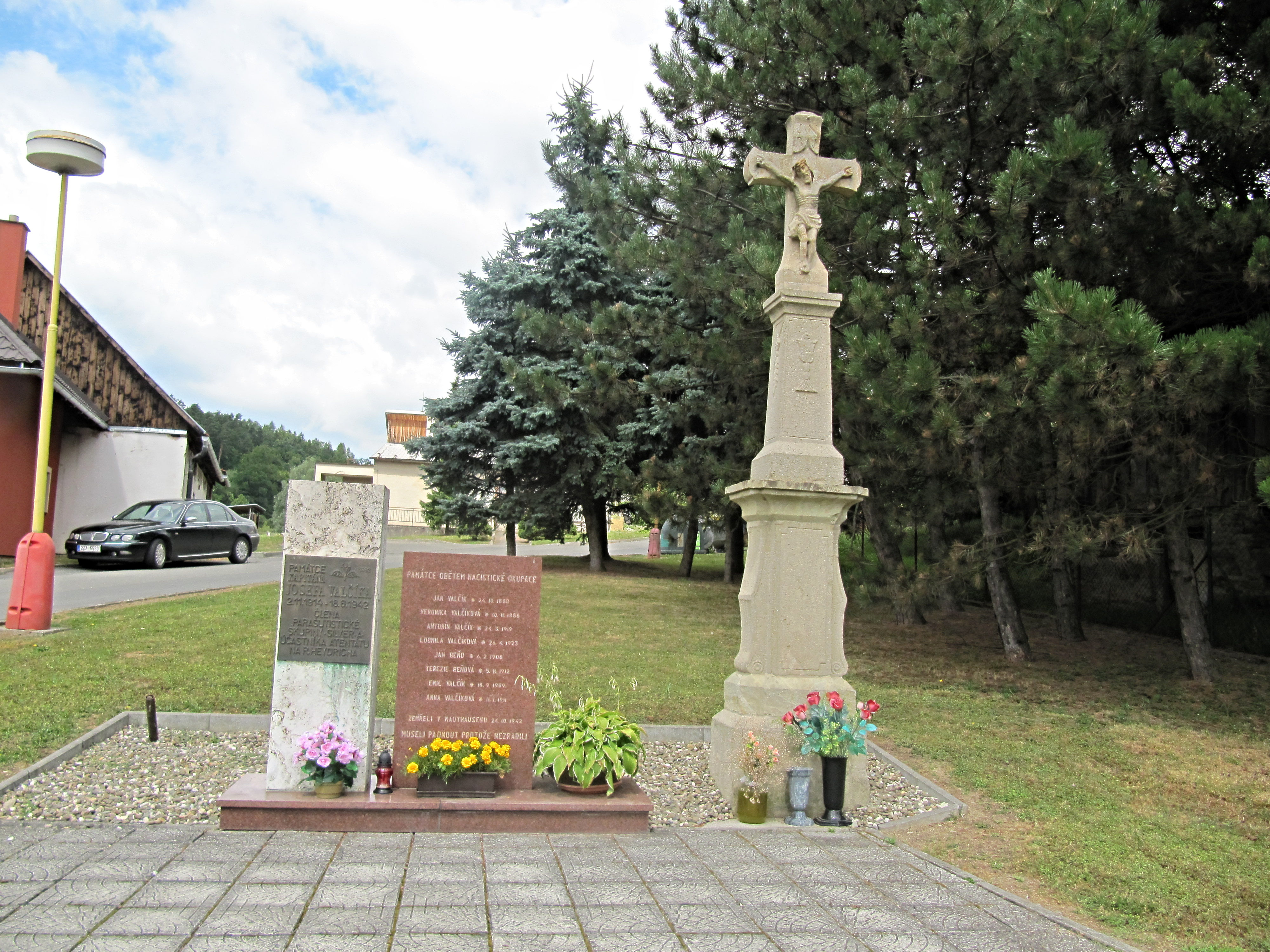
Pomník obětem 2. světové války ve Smolině
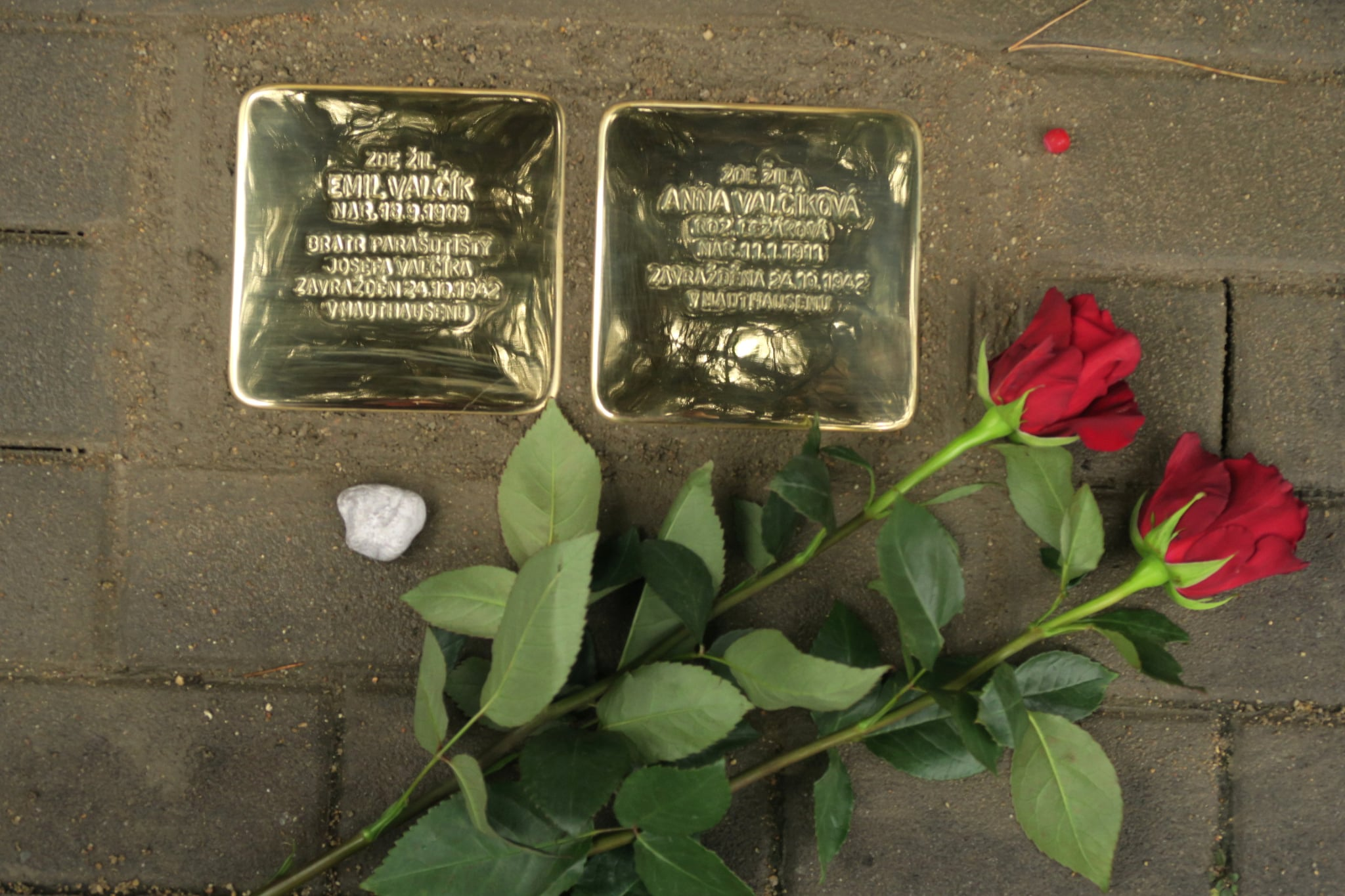
Kameny zmizelých Emila a Anny Valčíkových v Brně v den jejich odhalení